# Don Pendleton
Don Pendleton (Donald Eugene Pendleton) född 12 december 1927, dog 23 oktober 1995, skrev även under pseudonymerna Stephan Gregory och Dan Britain var en amerikansk författare, mest känd för att ha skapat bokserien om actionhjälten Mack Bolan 1969. Han skrev själv 37 böcker om Bolan fram till 1980, då han licensierade bokserien till Harlequin. Pendleton skrev även böcker om bland andra privatdetektiven Joe Copp och Ashton Ford. Totalt skrev han över 125 böcker.
Pendeleton hade sin bakgrund inom den amerikanska marinen och stred både i Andra världskriget och Koreakriget

### Mack Bolan
- 1 War against the mafia 1969
- 2 Death squad 1969
- 3 Battle mask 1970
- 4 Miami massacre 1970
- 5 Continental contract 1971
- 6 Assault on Soho 1971
- 7 Nightmare in New York 1971
- 8 Chicago wipe-Out 1971
- 9 Vegas vendetta 1971
- 10 Caribbean kill 1972
- 11 California hit 1972
- 12 Boston blitz 1972
- 13 Washington I O U. 1972
- 14 San Diego siege 1972
- 15 Panic in Philly 1973
- 16 Jersey guns 1974
- 17 Texas storm 1974
- 18 Detroit deathwatch 1974
- 19 New Orleans knockout 1974
- 20 Firebase Seattle 1975
- 21 Hawaiian hellground 1975
- 22 St. Louis showdown 1975
- 23 Canadian crisis 1975
- 24 Colorado kill-zone 1976
- 25 Acapulco rampage 1976
- 26 Dixie convoy 1976
- 27 Savage Fire 1977
- 28 Command strike 1977
- 29 Cleveland pipeline 1977
- 30 Arizona ambush 1977
- 31 Tennessee smash 1978
- 32 Monday's Mob 1978
- 33 Terrible Tuesday 1979
- 34 Wednesday's Wrath 1979
- 35 Thermal Thursday 1979
- 36 Friday's Feast 1979
- 37 Satan's Sabbath 1980